# Rhagodidae
Rhagodidae  (лат.) — семейство паукообразных из отряда фаланги (Solifugae). Около 100 видов. Встречаются в Северной и Восточной Африке, на Ближнем Востоке, в Закавказье, Центральной и Средней и Южной Азии. Обладают уникальной среди всех фаланг полусферической формой анального сегмента и вентральным расположением ануса. Многие представители ярко или контрастно окрашены.

## Систематика
Семейство включает около 30 родов и 100 видов:
- Rhagodalma Roewer, 1933
- Rhagodax Roewer, 1941
- Rhagodeca Roewer, 1933
- Rhagodelbus Roewer, 1941
- Rhagoderma Roewer, 1933
- Rhagoderus Roewer, 1933
- Rhagodes Pocock, 1897
- Rhagodessa Roewer, 1933
- Rhagodeya Roewer, 1933
- Rhagodia Roewer, 1933
- Rhagodima Roewer, 1933
- Rhagodinus Roewer, 1933
- Rhagodippa Roewer, 1933
- Rhagodira Roewer, 1933
- Rhagodista Kraus, 1959
- Rhagoditta Roewer, 1933
- Rhagodixa Roewer, 1933
- Rhagodoca Roewer, 1933
- Rhagodolus Roewer, 1933
- Rhagodomma Roewer, 1933
- Rhagodopa Roewer, 1933
- Rhagodorimus Turk, 1948
- Rhagodorta Roewer, 1933
- Rhagodospus Roewer, 1941
- Rhagoduja Roewer, 1933
- Rhagodula Roewer, 1941
- Rhagoduna Roewer, 1933